# Cicreu
Cicreu (en grec antic Κυχρεύς Kykhreús) va ser un heroi, fill de Posidó i de Salamina, filla d'Asop.
Va alliberar l'illa de Salamina consagrada a la seua mare d'una terrible serp, i per això els seus habitants el van proclamar rei en senyal de reconeixement.
També es deia (en un fragment d'Hesíode que ha conservat Estrabó) que aquesta serp fabulosa havia estat criada pel mateix Cicreu, però que Euríloc havia expulsat l'animal de l'illa. Llavors la serp es va refugiar a Eleusis, al costat de Demèter, que la va convertir en una de les seves serventes.
A Salamina es rendia culte a Cicreu, ja que era un dels herois del país. Durant la batalla naval de Salamina una serp es va aparèixer entremig de les naus, i l'oracle de Delfos va dir que era l'encarnació de Cicreu, que havia vingut per ajudar els grecs en la victòria.
Cicreu tenia una filla, Càriclo, mare d'Endeida i sogra d'Èac. Va morir sense descendència masculina i va deixar el reialme al seu besnet Telamó, fill d'Èac. Una altra tradició explica que la filla de Cicreu es deia Glauce, que s'havia casat amb Acteu i li havia donat un fill, Telamó, que llavors no seria el besnet de Cicreu, sinó el seu net. També es deia que acollí Telamó quan estava exiliat per la mort de Focos, i després de purificar-lo li concedí la mà de la seua filla Glauce i el nomenà successor.